# Jerez de los Caballeros
Jerez de los Caballeros – miasto w Hiszpanii, we wspólnocie autonomicznej Estremadura. W 2007 liczyło 9828 mieszkańców.